# Бущан, Георгий Николаевич
Гео́ргий Никола́евич Буща́н (укр. Гео́ргій Микола́йович Буща́н; род. 31 мая 1994[…], Одесса) — украинский футболист, вратарь клуба «Аш-Шабаб» и сборной Украины.

## Клубная карьера
Георгий Бущан родился в Одессе. Начал заниматься футболом в местной спортивной секции, хотя мог связать себя с другим видом спорта — плаванием, которым он серьёзно увлекался. Кумиром парня в футболе был Андрей Шевченко, поэтому сначала он хотел стать нападающим, однако тренер одесского ДЮСШ-11 Виталий Гоцуляк из-за высокого роста девятилетнего футболиста решил опробовать его в качестве защитника. Но Георгию такая инициатива не понравилась, после чего он заявил, что хочет играть на позиции голкипера.

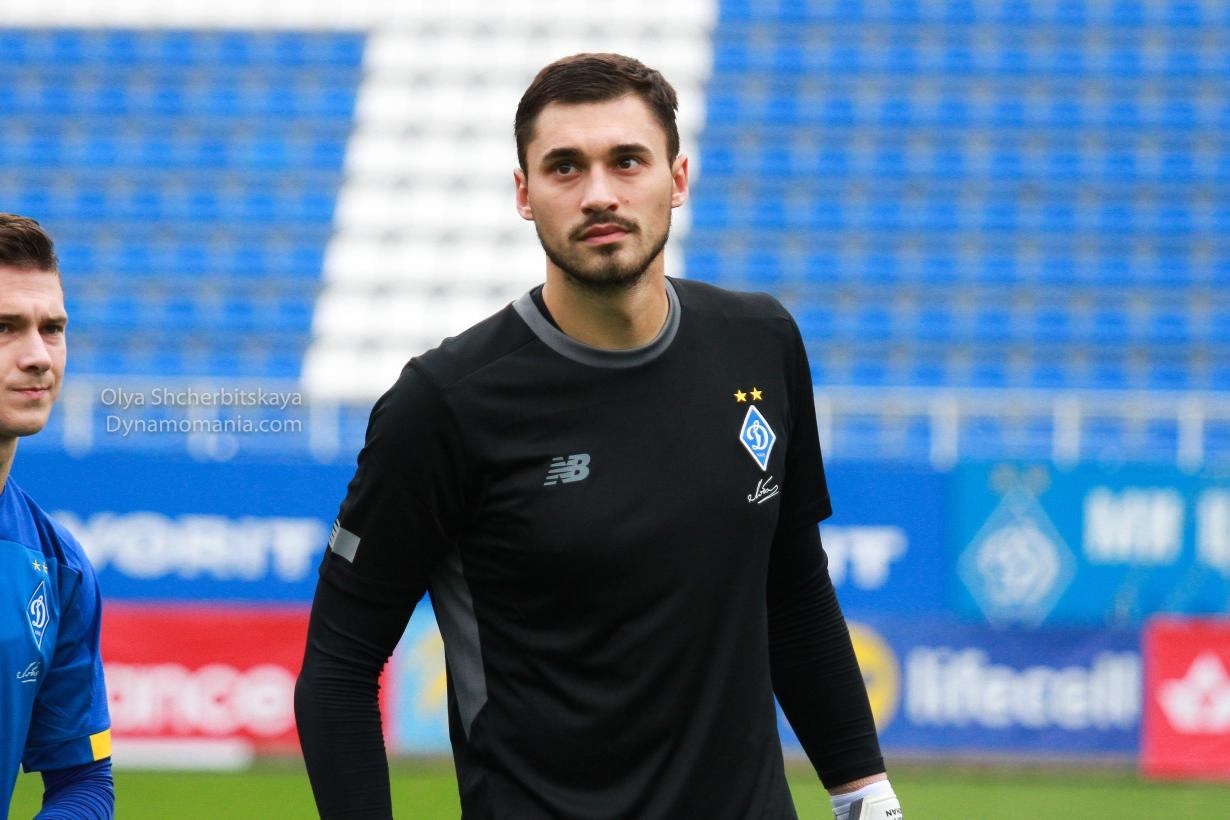
Бущан в составе киевского «Динамо»

Благодаря успешным выступлениям в ДЮФЛ, на Бущана обратили внимание тренеры юношеских сборных Украины и селекционеры ведущих клубов страны, а именно: «Динамо» (Киев) и «Металлист» (Харьков). Георгий сделал выбор в пользу киевлян, хотя изначально склонялся к варианту с «Металлистом». Продолжение карьеры в Киеве казалось ему чем-то нереальным и фантастическим, однако посоветовавшись с родителями, он решил рискнуть. Впервые в заявку основного состава «Динамо» Бущан попал в 2011 году, однако на поле ни разу так и не появился.
2 июля 2021 года был признан лучшим вратарём УПЛ по итогам сезона 2020/21 (вместе с Анатолием Трубиным), а награду получил 22 сентября перед началом матча за Суперкубок Украины 2021. 4 октября 2021 года подписал новый 5-летний контракт с «Динамо».

## Карьера в сборной

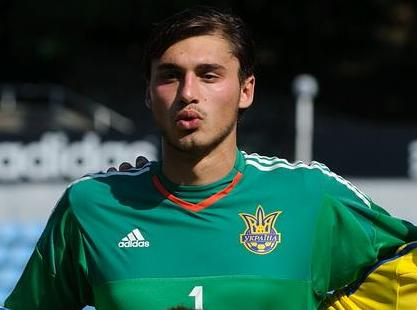
Георгий Бущан в составе молодёжной сборной Украины в 2015 году

Выступал за сборные Украины различных возрастов. 24 апреля 2013 года, в матче против сверстников из Греции, дебютировал за юношескую сборную Украины. Эту игру команда проиграла — 1:2. Дебют в молодёжной сборной состоялся 13 ноября 2014 года, в игре против Турции. Встреча завершилась победой со счётом 2:0.
21 сентября 2020 года главный тренер сборной Украины Андрей Шевченко вызвал Бущана в стан национальной команды. Перед игрой с Францией ряд игроков сине-жёлтых заболели COVID-19 (в частности вратари — Андрей Лунин и Юрий Панькив) из-за чего проведение матча было под сомнением. Тем не менее, товарищеская встреча с французами состоялась, как и планировалось, 7 октября. Шевченко выставил в стартовом составе сразу четырёх дебютантов, включая Бущана, который отыграл весь поединок. По итогам встречи Украина уступила с самым разгромным счётом в своей истории (1:7).
После провального для сборной матча выступил в двух следующих матчах турнира Лиги наций УЕФА против сборных Германии (1-2) и Испании (1-0), в которых показал хорошую игру, не раз выручая команду от взятия ворот противником.
1 июня 2021 года был включен в официальную заявку сборной Украины главным тренером Андреем Шевченко для участия в матчах чемпионата Европы 2020 года. На турнире сыграл в пяти матчах сборной Украины, которая дошла до четвертьфинала.

## Достижения

### Командные
«Динамо» (Киев)
- Чемпион Украины (2): 2020/21, 2024/25
- Серебряный призёр чемпионата Украины (4): 2017/18, 2018/19, 2019/20, 2023/24
- Обладатель Кубка Украины (2): 2019/20, 2020/21
- Финалист Кубка Украины: 2017/18
- Обладатель Суперкубка Украины (3): 2018, 2019, 2020

### Личные
- Лучший вратарь чемпионата Украины (2): 2020/21[3], 2023/24

## Семья
В июле 2014 года женился на заслуженной артистке Украины, балерине Кристине Шишпор. 8 сентября того же года у пары родилась дочь Юлия. В 2019 году пара рассталась.

## Статистика

### Статистика за сборную
| Матчи Георгия Бущана за сборную Украины | Матчи Георгия Бущана за сборную Украины | Матчи Георгия Бущана за сборную Украины | Матчи Георгия Бущана за сборную Украины | Матчи Георгия Бущана за сборную Украины | Матчи Георгия Бущана за сборную Украины | Матчи Георгия Бущана за сборную Украины |
| --------------------------------------- | --------------------------------------- | --------------------------------------- | --------------------------------------- | --------------------------------------- | --------------------------------------- | --------------------------------------- |
| №                                       | Дата                                    | Оппонент                                | Счёт                                    | Пропущено голов                         | Соревнование                            |                                         |
| 1                                       | 7 октября 2020                          | Франция                                 | 7:1                                     | 7                                       | Товарищеский матч                       |                                         |
| 2                                       | 10 октября 2020                         | Германия                                | 1:2                                     | 2                                       | Лига наций 2020/21                      |                                         |
| 3                                       | 13 октября 2020                         | Испания                                 | 1:0                                     | -                                       | Лига наций 2020/21                      |                                         |
| 4                                       | 24 марта 2021                           | Франция                                 | 1:1                                     | 1                                       | Отборочный турнир чемпионата мира 2022  |                                         |
| 5                                       | 28 марта 2021                           | Финляндия                               | 1:1                                     | 1                                       | Отборочный турнир чемпионата мира 2022  |                                         |
| 6                                       | 3 июня 2021                             | Северная Ирландия                       | 1:0                                     | -                                       | Товарищеский матч                       |                                         |
| 7                                       | 13 июня 2021                            | Нидерланды                              | 3:2                                     | 3                                       | Чемпионат Европы 2020                   |                                         |
| 8                                       | 17 июня 2021                            | Северная Македония                      | 2:1                                     | 1                                       | Чемпионат Европы 2020                   |                                         |
| 9                                       | 21 июня 2021                            | Австрия                                 | 0:1                                     | 1                                       | Чемпионат Европы 2020                   |                                         |
| 10                                      | 29 июня 2021                            | Швеция                                  | 1:2                                     | 1                                       | Чемпионат Европы 2020                   |                                         |
| 11                                      | 3 июля 2021                             | Англия                                  | 0:4                                     | 4                                       | Чемпионат Европы 2020                   |                                         |
| 12                                      | 11 ноября 2021                          | Болгария                                | 1:1                                     | 1                                       | Товарищеский матч                       |                                         |
| 13                                      | 16 ноября 2021                          | Босния и Герцеговина                    | 0:2                                     | -                                       | Отборочный турнир чемпионата мира 2022  |                                         |

Итого по официальным матчам: 13 матчей и 22 пропущенных гола; 5 побед, 3 ничьи, 5 поражений, 3 «сухих» матча